# Климовская (Ивановская область)
Климовская — деревня в Лухском районе Ивановской области. Входит в состав Порздневского сельского поселения.

## География
Находится в восточной части Ивановской области на расстоянии приблизительно 22 км на восток по прямой от районного центра поселка Лух.

## История
В 1872 году здесь (тогда деревня в составе Юрьевецкого уезда Костромской губернии) было учтено 34 двора, в 1907 году —58.

## Население
Постоянное население составляло 206 человек (1872 год), 252 (1897), 252 (1907), 21 в 2002 году (русские 100 %), 19 в 2010.